# Rivière-Windigo
Pour la rivière, voir Rivière Windigo.
Pour les articles homonymes, voir Windigo (homonymie).
Rivière-Windigo était un ancien territoire non-organisé au Québec, au Canada. 
Le 26 mars 2003, ce territoire non-organisé a été fusionné avec la ville élargie de La Tuque